# Черячукін Олександр Васильович
Олекса́ндр Васи́льович Черячукін (або Черячук; *18 березня 1872 — †12 травня 1944, Ніцца, Республіка Віші) — російський та донський генерал українського походження, діяч донської еміграції у міжвоєнній Європі. Голова редколегії журналу «Атаманский Вестник» (Париж, 1935—1939).
Посол Всевеликого Війська Донського 1918 року в Українській Державі. 

## Життєпис

### Походження, освіта, довоєнна служба
Народився в українській родині Черячуків зі станиці Богоявленської Війська Донського, син чиновника.
Після закінчення Донського кадетського корпуса 5 вересня 1890 вступив до Михайлівського артилерійського училища. Випущений до 6-ї Лейб-гвардії Донської козацької батареї.
7 серпня 1893 — призначений хорунжим.
7 серпня 1897 — призначений сотником.
1899 — закінчив Миколаївську академію Генерального штабу по 1-му розряду. За успіхи в науках 6 червня 1899 був призведений у підєсаули із перейменуванням в капітана Генерального штабу. Призначений бути при штабі Київського військового округу.
11 листопада 1901 — 11 листопада 1902 — проходив цензове командування ескадроном у 28-му Новгородському драгунському полку.
21 листопада 1902 — призначений обер-офіцером для особливих доручень при штабі 12 армійського корпусу.
17 березня 1904 —  обіймав посаду начальник стройового відділення штабу Кронштадтської фортеці.
28 березня 1904 — призведений в підполковника.
6 грудня 1908 — у полковника.
1 березня 1910 — призначений начальником 10-ї кавалерійської дивізії.
11 грудня 1913 — отримав у командування 11-й Донський козацький полк.

### Перша світова війна
Виступив на фронт на чолі 11-го Донського козацького полку. На початку 1915 був призначений командиром 2-ї Заамурської прикордонної кінної бригади, з якою 25 травня 1915 кінною атакою в Галичині зупинив айстро-німецькі війська, що мали оточити 2-й кавалерійський корпус. За це 30 грудня 1915 нагороджений орденом св.. Георгія 4-го ступеня.
16 червня 1915 — призначений начальником 4-го кавалерійського корпусу, на цій посаді був до осені 1917.
6 грудня 1915 — призведений в генерал-майора.
Наказом від 20 червня 1916 — нагороджений Георгіївською зброєю
25 вересня 1917 очолив 2-гу звідну козацьку дивізію, яку у кінці року привів на Дон.

### Російсько-українська війна
На Дону генералом Каледіним був призначений командувачем Західного фронту. Після загибелі Каледіна і захоплення більшовиками Області Війська Донського, переховувався в околицях станиці Грушевської.
Весною 1918 взяв участь у загальному антибільшовицькому повстанні на Дону. У травні 1918 був посланий генералом Красновим до Києва постійним представником Донського козацького війська при гетьмані Скоропадському.
За безпосередніх зусиль Черячукіна із України до Дону були відправлені великі запаси озброєння та боєприпасів, частина яких була передана Добровольчій армії.
У липні—вересні 1918 Черячукін супроводжував герцога Лейхтенбергзького до імператора Вільгельма ІІ. Завдяки Олександру Черячукіну у Києві проведено евакуацію російських офіцерів, які вже практично потрапили у полон до Директорії УНР. Були евакуйовані до Німеччини.
30 вересня 1918 призведений в генерал-лейтенанти. З грудня того ж року був послом Всевеликого Війська Донського у Польщі.
У березні 1920 призначений начальником Донського кадетського корпусу. Евакуював корпус до Єгипту.

### Еміграція
У 1922 знаходився з кадетським корпусом у Болгарії. Після розформування корпусу у 1923 поїхав до Франції. Жив у Парижі, працював на автомобільному заводі.
Відігравав провідну роль у громадській діяльності російської еміграції. До 1930 був головою Союзу донських артилеристів у Парижі. Добровільно відмовився від цієї посади і був звільнений наказом генерала Є. К. Міллера у вересні 1930. Був заступником донського отамана генерала А. П. Богаєвського, а після його смерті був одним із кандидатів на цю посаду і очолив комісію з увіковічення пам'яті. Був головою редколегії журналу «Атаманский Вестник» (Париж, 1935—1939).
Під час Другої світової війни поїхав до Ніцци, де помер 12 травня 1944. Похований на російському цвинтарі у Ніцці..

## Нагороди
- Орден Святого Станіслава ІІІ ступеня (1901)
- Орден Святої Анни ІІІ ступеня (1904)
- Орден Святого Станіслава ІІ ступеня (1906)
- Орден Святої Анны ІІ ступеня (1911)
- Орден Святого Георгія IV ступеня (30 грудня 1915)[5]
- Георгіївська зброя (20 червня 1916)[5][1][4]